# Landhaus Schuchstraße 2 (Radebeul)
Das Landhaus Schuchstraße 2 steht im Stadtteil Niederlößnitz der sächsischen Stadt Radebeul. Es wurde 1867/1869 durch den Lößnitz-Baumeister Moritz Ziller errichtet.

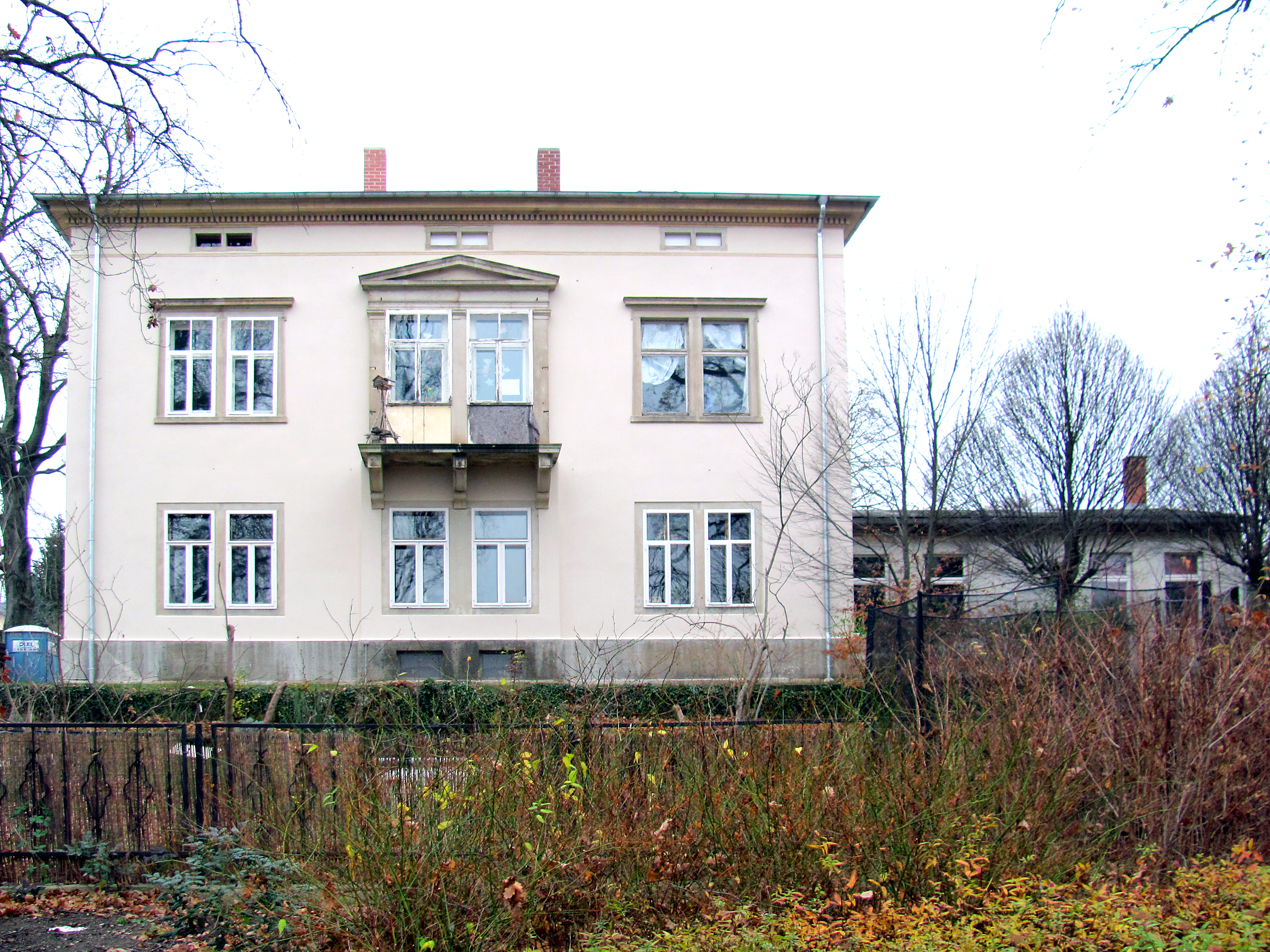
Landhaus Schuchstraße 2 mit Anbau, von der Meißner Straße aus

## Beschreibung

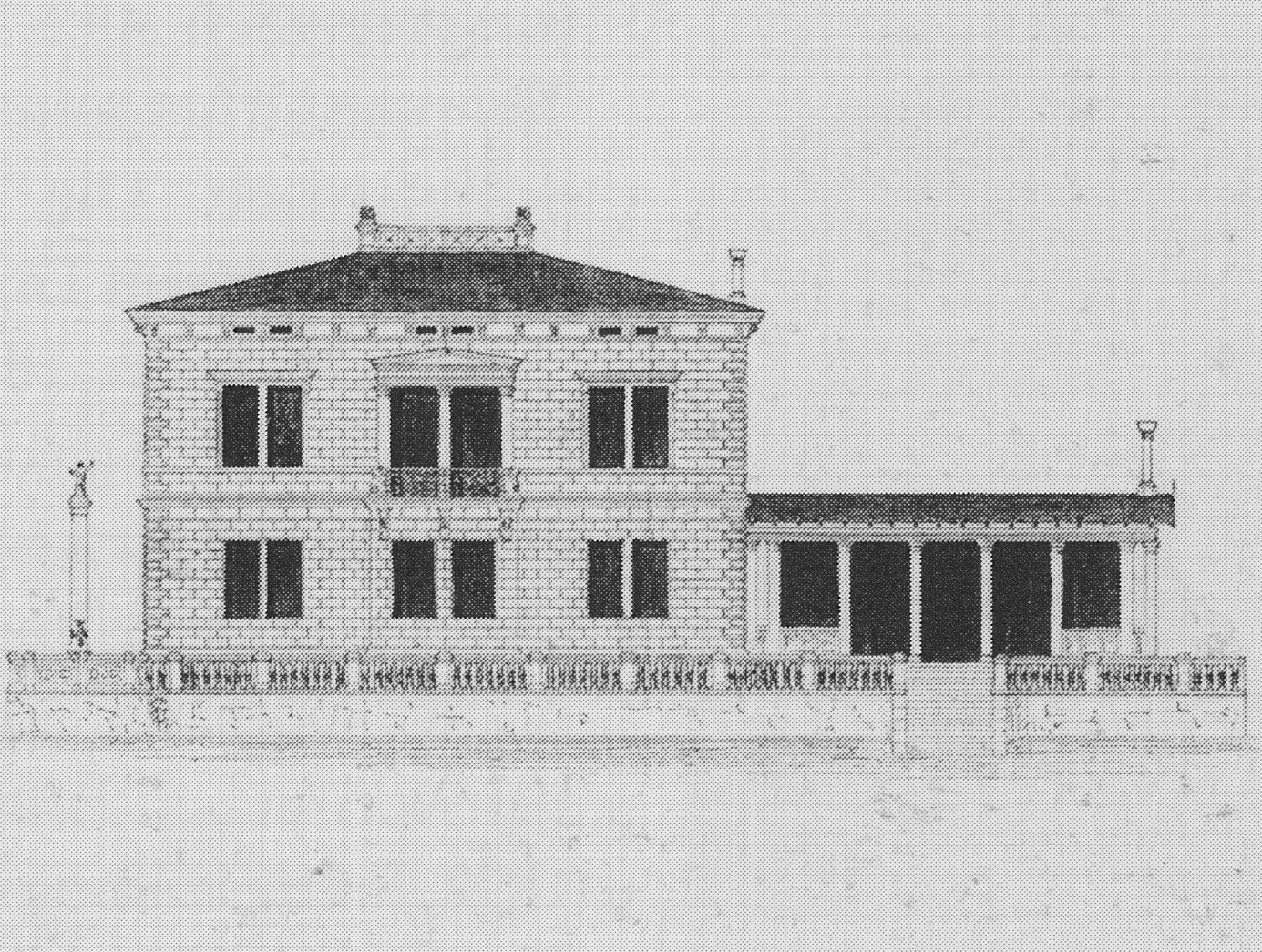
Bauzeichnung, 1867

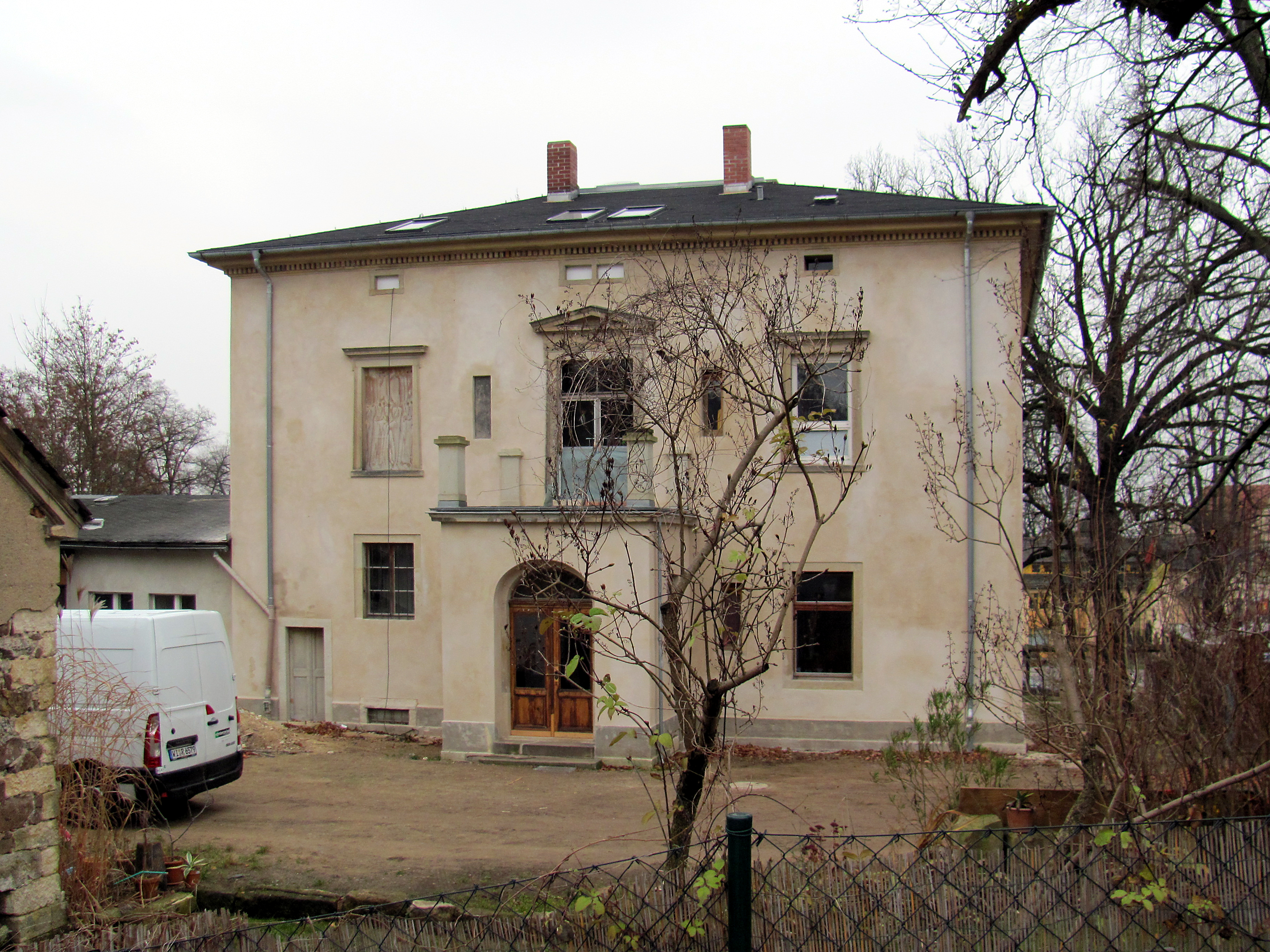
Landhaus Schuchstraße 2: Nordseite

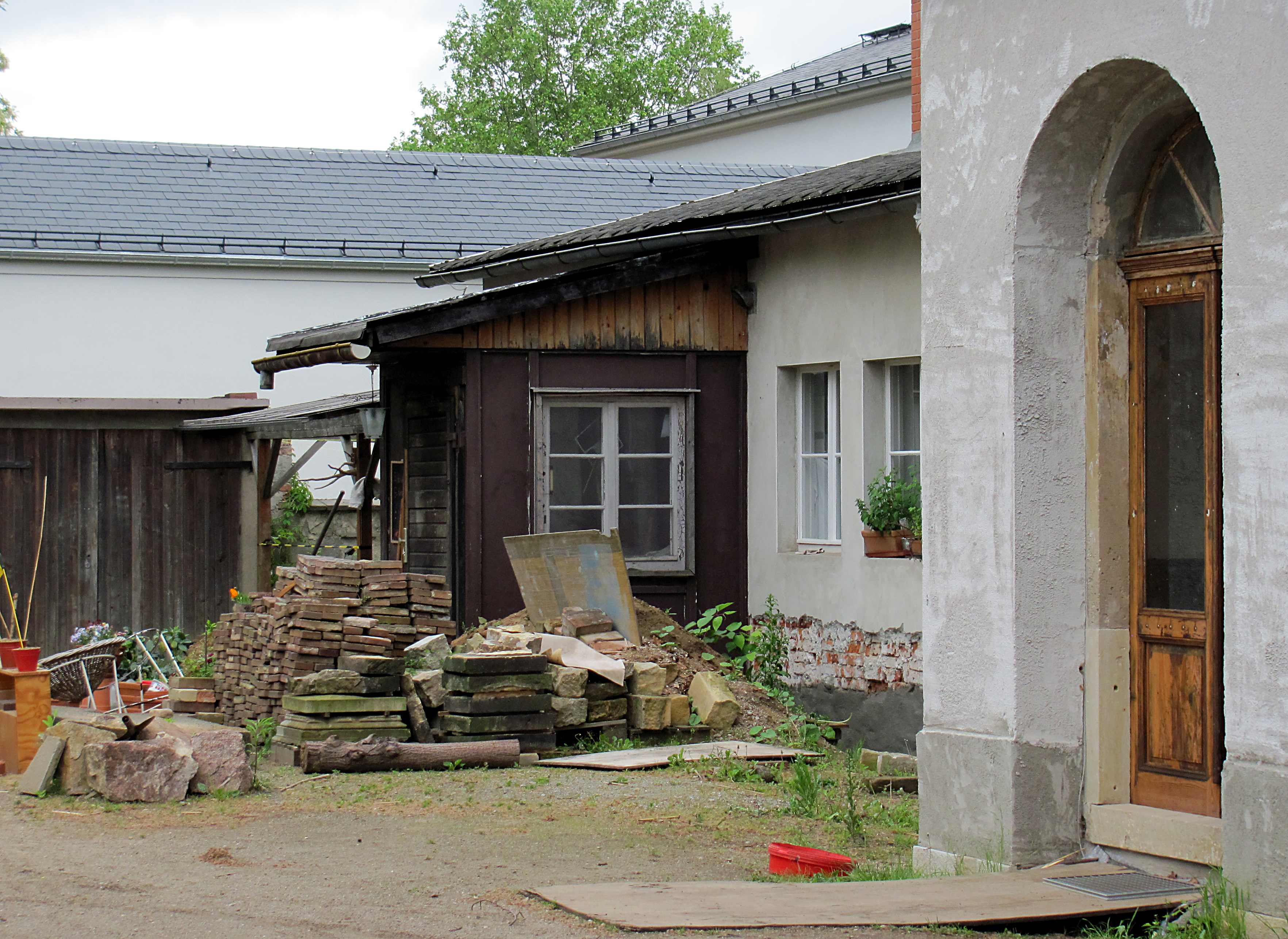
Landhaus Schuchstraße 2: Anbau an Villa

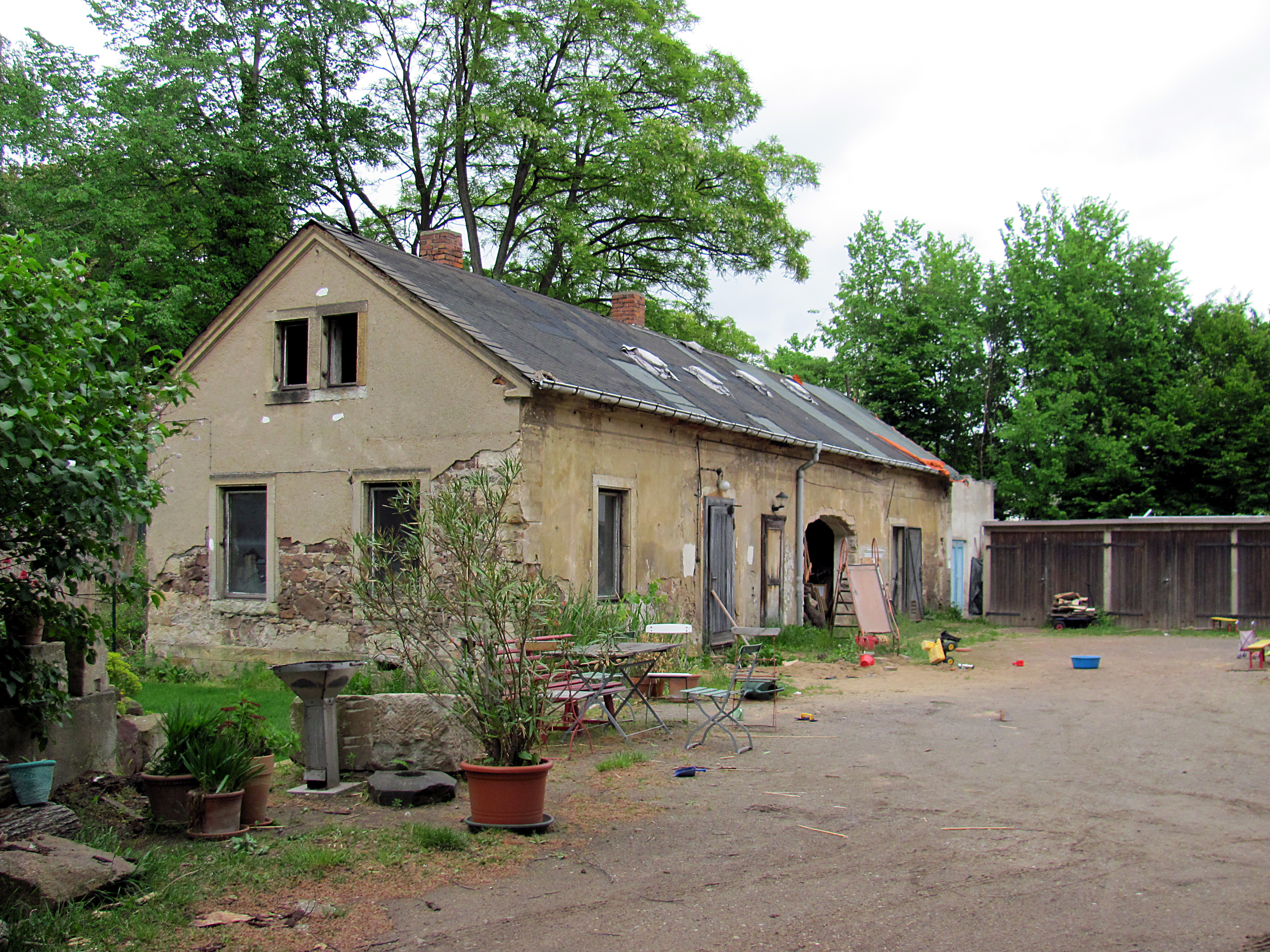
Landhaus Schuchstraße 2, nördliches Nebengebäude

Das Landhaus steht zusammen mit den Nebengebäuden und dem Tor unter Denkmalschutz. Das Haupthaus liegt stilistisch zwischen Spätklassizismus und italienischer Renaissance. Der annähernd quadratische, zweigeschossige Bau hat einen Drempel mit kleinen, querliegenden Fenstern sowie ein flaches, abgeplattetes Walmdach, dessen Dachplattform ursprünglich durch ein Gitter gesichert war. Die Hauptansicht richtet sich nach Süden zum Garten, wo der Gebäudesockel aufgrund des Geländegefälles ein Souterraingeschoss bildet, die Straßenansicht ist die schmalere Seite des Hauses. Die Hauptansicht besteht aus drei Fensterachsen, deren Fenster jeweils aus Zwillings-Koppelfenstern gebildet werden. Das mittlere Obergeschossfenster zeigt eine Dreiecksgiebelverdachung sowie eine Pilastergliederung. Vor dem Fenster befindet sich ein Balkon mit einem Ziergitter auf Konsolen. Der Eingang in das Gebäude befindet sich auf der Nordseite vom Hof aus durch einen Vorbau. Die Putzfassaden sind inzwischen vereinfacht, ursprünglich bestanden sie aus Verputzquaderungen in beiden Geschossen nebst Gesimsen. Die Fenster werden durch Gewände eingefasst.
Das Landhaus hatte ursprünglich zum Garten eine Terrasse mit Balustrade sowie eine Freitreppe direkt in den Garten. Der vorgelagerte Garten, der ursprünglich bis zur Meißner Straße reichte, ist genauso wie der der rechts benachbarten Häuser, der Villa Paradiesstraße 3 und der Villa Glückauf, heute abgetrennt und zum öffentlichen Skulpturenpark zwischen den Landesbühnen links und dem Lößnitzbach bzw. der Paradiesstraße rechts umgebildet.
Die drei Nebengebäude mit Satteldach sind jeweils eingeschossig. Sie gruppieren sich auf der Nordseite um den Hof, wobei die Westseite zur Schuchstraße offen bleibt. Ursprünglich waren die Nebengebäude durch einen überdeckten Umgang verbunden, und das am Haupthaus liegende Nebengebäude hatte eine zum Garten hin offene Halle.

## Geschichte
Der Serkowitzer Baumeister Moritz Ziller beantragte 1867, in der noch Weintraubenstraße heißenden Straße ein herrschaftliches Wohngebäude errichten zu dürfen, dazu Stall und Remise sowie einen Holzschuppen. Die Rohbaurevision erfolgte im März 1868, die Ingebrauchnahmegenehmigung zog sich bis zum Januar 1869 hin.
Vom August 1933 ist eine Aktennotiz, dass das Grundstück bereits seit drei Jahren leerstehe und sich in schlechtem Zustand befinde. Nach dem Erwerb durch die Nürnberger Vereinsbank noch im Dezember des Jahres erfolgte später eine Parzellierung des sehr großen Anwesens. Der Reichsarbeitsdienst war 1936 im Besitz des Grundstücks. Er ließ sich eine Wirtschafts- und Unterkunftsbaracke erstellen, gleichzeitig nutzte er auch die Villa für seine Zwecke. Im Jahr 1940 wurden auf den freien Flächen im Norden fünf kleinere Arbeitsbaracken aufgestellt.